# Myloplus planquettei
Myloplus planquettei és una espècie de peix de la família dels caràcids i de l'ordre dels caraciformes.

## Morfologia
- Els mascles poden assolir 58 cm de llargària total.
- Nombre de vèrtebres: 40-41.[4]

## Hàbitat
Viu en zones de clima tropical.

## Distribució geogràfica
Es troba a Sud-amèrica: conques dels rius Mana, Maroni i Essequibo a les Guaianes.